# Štrbački buk
Štrbački buk je 24 metra visok vodopad na rijeci Uni na nadmorskoj visini od 294 metra. Nalazi se na granici Hrvatske i Bosne i Hercegovine. Dijelom je Nacionalnog parka Una. Uz martinbrodske vodopade jedan je od najljepših na rijeci Uni.
Geomorfološki je spomenik prirode.
- iznad Štrbački buk
- iznad Štrbački buk
- Štrbački buk
- Štrbački buk
- Štrbački buk

## Vanjske poveznice
|  | Zajednički poslužitelj ima još gradiva o temi Štrbački buk |